# Королевщина (Роменский район)
Королевщина (укр. Королівщина) — село,
Гришинский сельский совет,
Роменский район,
Сумская область,
Украина.
Код КОАТУУ — 5924184702. Население по переписи 2001 года составляло 110 человек.

## Географическое положение
Село Королевщина находится на правом берегу реки Олава,
выше по течению на расстоянии в 1,4 км расположено село Матлахово,
ниже по течению на расстоянии в 2 км расположено село Гавриловка,
на противоположном берегу — село Чижиково.
По селу протекает пересыхающий ручей с запрудой.

## Экономика
- Молочно-товарная ферма.

## Достопримечательности
- Братская могила советских воинов.